# Oreste Mattirolo
Oreste Mattirolo (Torino, 7 dicembre 1856 – Torino, 3 dicembre 1947) è stato un botanico, micologo e biologo italiano.

## Biografia

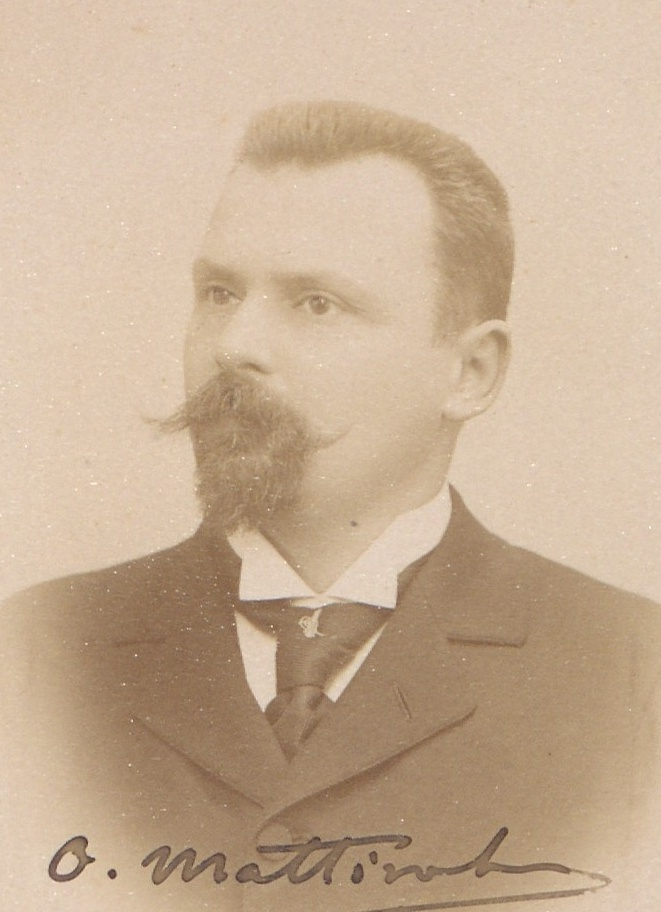
Oreste Mattirolo (prima del 1895)

Nacque dall'avvocato Gerolamo Mattirolo e da Giuseppina Colli.
Nel 1872 iniziò a frequentare la Facoltà di Scienze naturali presso l'Università degli Studi di Torino, dove si laureò nel 1876. Nel 1879 si laureò anche in Medicina e Chirurgia. 
Nel 1894 fu professore ordinario di Botanica e direttore dell'Orto Botanico a Bologna.
Dal 1900 al 1932 fu titolare della cattedra di Botanica e direttore dell'Orto Botanico presso l'Università di Torino, di cui a fine carriera fu nominato professore emerito.
Socio dell'Accademia dei XL (1918) e dell'Accademia dei Lincei, fu anche direttore della Scuola di farmacia e presidente sia della Società Botanica Italiana che dell'Accademia di Agricoltura di Torino.
Diversamente da quanto facevano i botanici dell'epoca, dediti soprattutto alla catalogazione e alla descrizione delle specie vegetali, Mattirolo si dedicò a ricerche nel campo della biologia vegetale applicando il metodo scientifico, cercando di interpretare forme e funzioni che osservava. Proprio con tale ottica Mattirolo approfondì la simbiosi dei basidiolicheni.
Dal 1886 iniziò a pubblicare lavori scientifici nel campo dell'anatomia microscopica.
Pubblicò circa una quarantina di lavori sui funghi ipogei, in particolare Tuberaceae, descrivendo nuove specie  e studiando il rapporto simbiontico che instaurano con le piante superiori (micorriza).
Nel 1939 fu nominato senatore del Regno d'Italia per meriti scientifici.
Sposò Maria Stuardi dalla quale ebbe tre figlie. È sepolto nel Cimitero monumentale di Torino (campo primitivo ovest-nicchione 254).